# Arturo Masciardi
Arturo Masciardi fue un deportista italiano que compitió en remo. Ganó una medalla de bronce en el Campeonato Europeo de Remo de 1896, en la prueba de ocho con timonel.

## Palmarés internacional
| Campeonato Europeo | Campeonato Europeo | Campeonato Europeo | Campeonato Europeo |
| Año                | Lugar              | Medalla            | Prueba             |
| ------------------ | ------------------ | ------------------ | ------------------ |
| 1896               | Ginebra (Suiza)    | Medalla de bronce  | Ocho con timonel   |